# Juan Carlos Mesa (diseñador)
Juan Carlos Mesa, también conocido como Mesa, (Madrid, 15 de agosto de 1971) es un diseñador de moda español, fundador de la firma Maison Mesa. Mesa ha desarrollado una carrera en el mundo del diseño, trabajando tanto en el ámbito de la moda comercial como en el de la alta costura.

## Primeros años y formación
Juan Carlos Mesa nació en Madrid, España. Se formó en diseño de moda en el Centro Superior de Diseño de Moda de Madrid. Durante su etapa como estudiante, Mesa se interesó por diversas disciplinas artísticas, como el teatro y la pintura, que posteriormente influyeron en sus diseños.

## Carrera profesional
Mesa inició su carrera trabajando como asistente de otros diseñadores, lo que le permitió conocer los procesos creativos y técnicos de la industria de la moda. Posteriormente, trabajó como director creativo de Ágatha Ruiz de la Prada, donde estuvo involucrado en la creación de varias colecciones de la firma.En junio de 2020 pasó a estar al frente de la dirección creativa de Ángel Schlesser.
En 2017, fundó su propia marca, Maison Mesa, con la que se ha centrado en la creación de colecciones de moda de autor. Sus colecciones han sido presentadas en eventos como la Mercedes-Benz Fashion Week Madrid.

## Maison Mesa
Maison Mesa es una firma española de moda fundada en 2017 por Juan Carlos Mesa. La marca combina influencias de la alta costura con elementos escénicos, presentando sus colecciones en pasarelas y en colaboración con artistas de otras disciplinas, como el teatro y la danza.

## Estilo
El estilo de Mesa se caracteriza por la exploración de formas estructuradas y su interés en la relación entre la moda y otras artes escénicas. Además, la firma ha trabajado con materiales sostenibles y ha promovido una mayor inclusividad en sus diseños.

## Reconocimientos
Las colecciones de Juan Carlos Mesa han sido presentadas en pasarelas de renombre, como la Mercedes-Benz Fashion Week Madrid. Además, ha colaborado con instituciones y compañías de teatro, contribuyendo al diálogo entre la moda y las artes escénicas.